# Ніжинські вісті
«Ніжинські вісті» — газета, яка виходила двічі на тиждень з 21 березня 1942 до 30 травня 1943 у місті Ніжин Чернігівської області, орган Ніжинського міського управління.
Видання контролювалося батальйоном пропаганди для України. 

## Вміст
Хроніка подій на фронті та міжнародна ситуація висвітлювалася в рубриках «Повідомлення з фронту», «З Головної квартири Фюрера», «За кордоном», «В дзеркалі тижня», «У світлі подій». Рубрика «По Україні» присвячувалася економічному життю країни, з особливою увагою до розвитку сільського господарства, яке повинно було забезпечувати і фронт, і тил. Політичні матеріали про Німеччину ілюструвалися фотографіями, а про СРСР – карикатурами. Держави-союзники СРСР оцінювалися тенденційно. Життя українців у Радянському Союзі подавалося виключно в негативному світлі, багато агітаційних матеріалів закликали українців їхати на роботу до Німеччини. 
Газета також публікувала постанови, розпорядження, звернення та оголошення від місцевої влади. 
Культурні теми висвітлювалися в рубриці «Культурна хроніка», а в 1943 році додалися гумористичні рубрики «Трохи сміху» та «Наші короткі історії». 
Рубрика «Веселка» була присвячена матеріалам для дітей у школі та вдома, і вміщувала загадки, приповідки, вірші, казки, оповідання. 
Випуски завершувалися оголошеннями та інформацією про репертуар театру і кінотеатру. 

## Редактори
Редакторами були І. Ярешко, М. Лисий та С. Ярошевський.